# José Salah
Alejandro José Salah Jaque (ur. 1 sierpnia 1920 w Santiago, zm. ?) – chilijski piłkarz wodny, olimpijczyk z Londynu w 1948.
Zagrał w reprezentacji Chile podczas letnich igrzysk olimpijskich w 1948. Jego drużyna po dwóch przegranych odpadła wówczas w 1. rundzie turnieju zajmując 13.–18. miejsce. W reprezentacji Chile wystąpił również jego brat Teodoro.